# 達瓜
達瓜是哥倫比亞的城鎮，位於該國西部，由考卡山谷省負責管轄，始建於1909年7月20日，面積886平方公里，海拔高度828米，主要經濟活動是農業，2005年人口34,310。
3°40′N 76°42′W / 3.667°N 76.700°W